# Toledo BM
Toledo Balonmano este un club de fotbal din Spania care evoluează în Liga ASOBAL. Toledo Balonmnano a fost fondată în 2001.

## Lot 2009–10
| Nr. |                       | Poziție | Jucător              |
| --- | --------------------- | ------- | -------------------- |
| 1   | Lituania              |         | Egidijus Petkevicius |
| 2   | Bosnia și Herțegovina |         | Darko Martinović     |
| 3   | Lituania              |         | Remigijus Cepulis    |
| 4   | Spania                |         | Enrique Plaza        |
| 5   | Spania                |         | Jesús Herrero        |
| 7   | Lituania              |         | Tomas Eitutis        |
| 9   | Estonia               |         | Marius Lepp          |
| 10  | Lituania              |         | Augustas Strazdas    |
| 12  | Spania                |         | Fermín Ballesteros   |

| Nr. |            | Poziție | Jucător          |
| --- | ---------- | ------- | ---------------- |
| 13  | Serbia     |         | Miloš Maksimović |
| 16  | Spania     |         | Diego Moyano     |
| 17  | Spania     |         | Javier Fernández |
| 18  | Spania     |         | Guillermo Barbón |
| 19  | Muntenegru |         | Mirko Milašević  |
| 20  | Spania     |         | Pedro Fuentes    |
| 23  | Spania     |         | Ángel Pérez      |
| 34  | Spania     |         | Víctor Pascual   |
| 36  | Spania     |         | Pedro Villa      |

## Statistici 2008/09
| División de Honor B | Poziție | Pts | P  | W  | D | L | F   | A   |
| Lábaro Toledo       | 1st     | 41  | 28 | 19 | 3 | 6 | 783 | 708 |

- Golgheteri:
  - Augustas Strazdas - 121 goluri
  - Ángel Pérez - 106 goluri
  - Guillermo Barbón - 72 goluri
  - Remigijus Cepulis - 70 goluri
  - Quique Plaza - 58 goluri
  - Tomas Eitutis - 57 goluri

## Stadion[2]
- Nume: - Pabellón Municipal "Javier Lozano Cid" — an inaugural (1982)
- City: - Toledo
- Capacity: - 2.500 persoane
- Address: - Carretera de Mocejón, s/n.